# Saulcy-sur-Meurthe
Saulcy-sur-Meurthe ist eine französische Gemeinde mit 2.319 Einwohnern (Stand: 1. Januar 2022) im Département Vosges in der Region Grand Est (bis 2015 Lothringen). Sie gehört zum Arrondissement Saint-Dié-des-Vosges und zum Kanton Saint-Dié-des-Vosges-2. Die Einwohner werden Salixiens genannt.

## Geografie
Saulcy-sur-Meurthe liegt am Fluss Meurthe in den Vogesen.
Nachbargemeinden von Saulcy-sur-Meurthe sind Saint-Dié-des-Vosges im Norden und Nordwesten, Sainte-Marguerite im Norden und Nordosten, Entre-deux-Eaux im Osten, Saint-Léonard im Süden sowie Taintrux im Nordwesten.

## Geschichte
Die ersten Spuren der Siedlung gehen auf das Jahr 1188 zurück, als der Ort als Salzeis erwähnt wird. An die Zerstörung des Ortes während beider Weltkriege und die vielen Toten erinnert unter anderem der Militärfriedhof von Saulcy.

### Bevölkerungsentwicklung
| Jahr      | 1962 | 1968 | 1975 | 1982 | 1990 | 1999 | 2006 | 2019 |
| Einwohner | 1586 | 1654 | 1727 | 1866 | 1898 | 2103 | 2303 | 2328 |

## Sehenswürdigkeiten
- Kirche Saint-Jean-Baptiste, nach der Zerstörung nach dem Zweiten Weltkrieg im schlichten Stil wieder aufgebaut
- nationaler Militärfriedhof

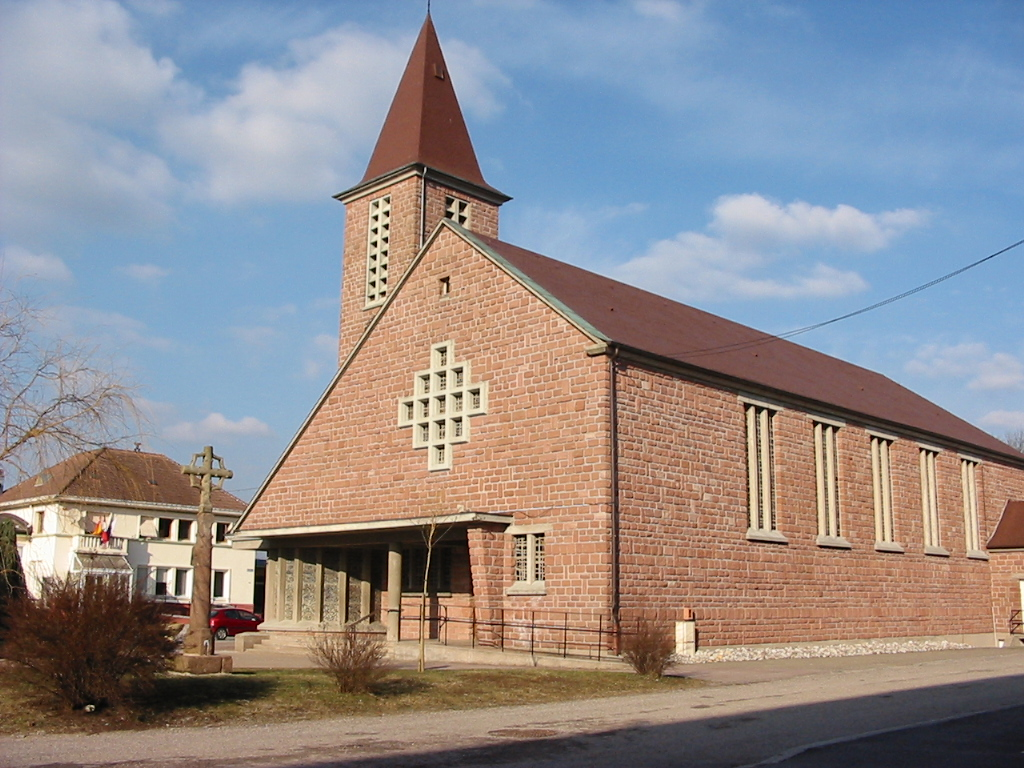
Kirche Saint-Jean-Baptiste
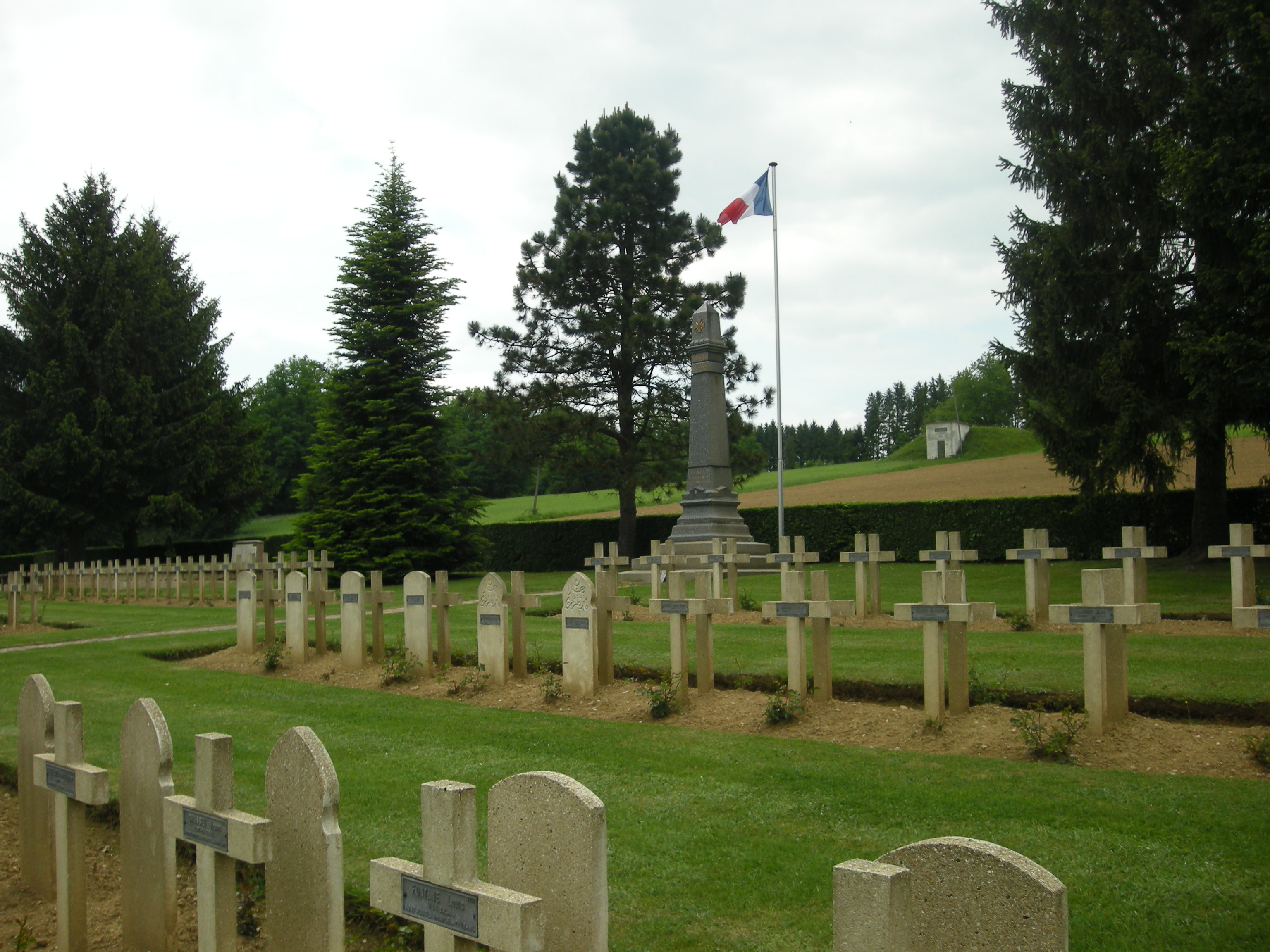
Militärfriedhof
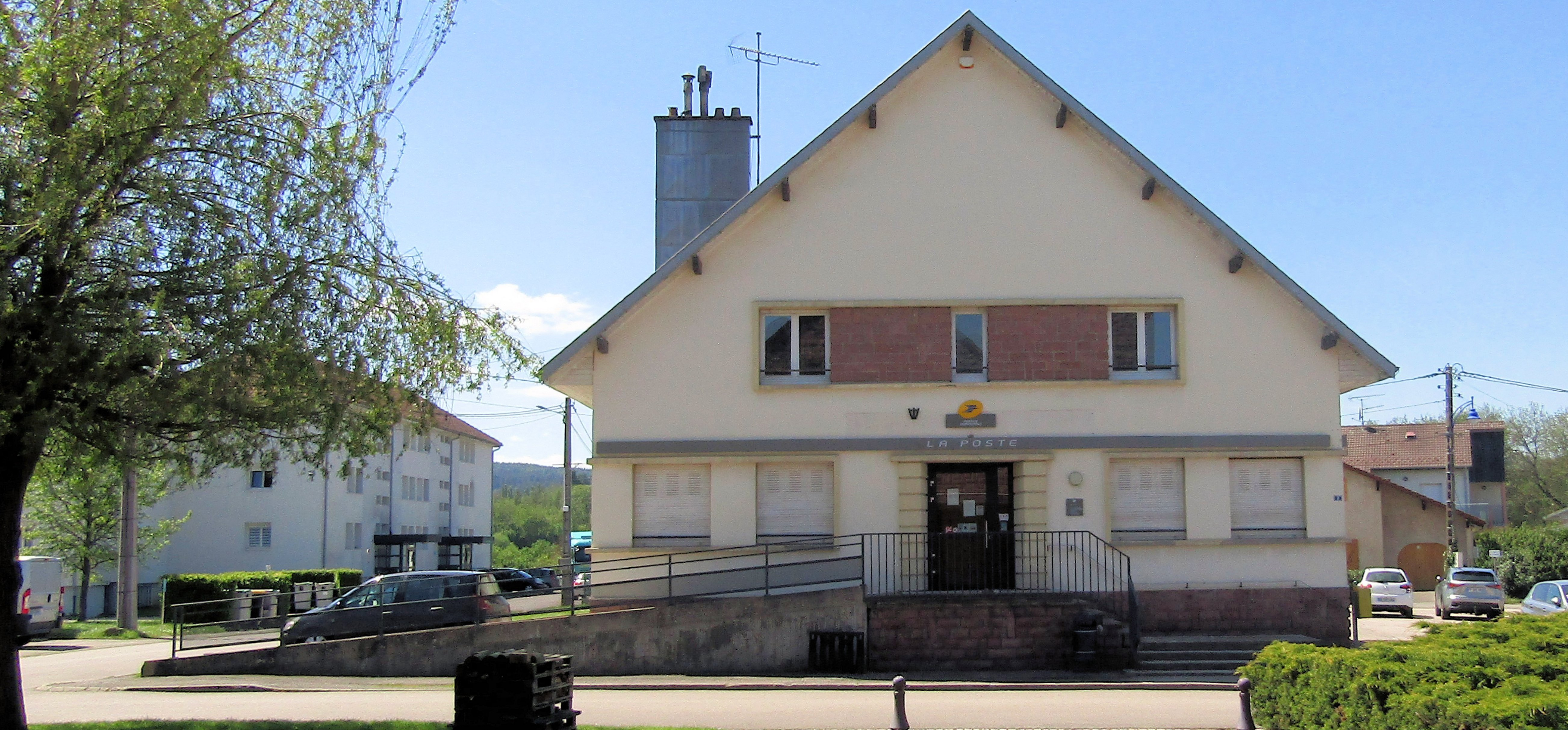
Postamt

## Persönlichkeiten
- René Fonck (1894–1953), Jagdflieger
- Maurice Houvion (* 1934), Leichtathlet